# Air Atlanta Icelandic
Air Atlanta Icelandic – islandzka linia lotnicza założona 10 lutego 1986 roku przez Arngrímura Jóhannssona oraz jego żonę Þórę Guðmundsdóttir. Air Atlanta Icelandic posiada flotę składającą się z samolotów typu Boeing 747-400.

## Historia
Linia lotnicza Air Atlanta Icelandic została założona 10 lutego 1986 roku przez Arngrímura Jóhannssona oraz jego żonę Þórę Guðmundsdóttir. W 1988 roku linia lotnicza dzierżawiła samoloty Air Afrique wykorzystywane podczas lotów do Mekki, z których korzystało wielu muzułmanów odbywających Hadżdż. W 1994 roku Air Atlanta Islandic uzyskała niezbędne zezwolenia na działalność w innych krajach, w tym w Stanach Zjednoczonych. Ze Stanów Zjednoczonych samoloty Air Atlanta Islandic latały do Kolumbii oraz na Filipiny. W 1998 roku Air Atlanta Islandic wynajęła samoloty dla British Airways. W 1999 roku Magnus Thorstenn został mianowany nowym dyrektorem generalnym firmy. W 2003 roku islandzka firma rozszerzyła swoją działalność na Wielką Brytanię, tworząc grupę Air Atlanta Europe, która była obsługiwana przez samoloty typu Boeing 747. W marcu 2004 roku firma nabyła 40,5% udziałów w brytyjskiej linii czarterowej Excel Airways, powiększając w następnych latach część udziałów do 76,9% akcji spółki. W styczniu 2005 roku powstała grupa Avion, natomiast Air Atlanta Islandzki i Islandsflug połączyły się pod nazwą Air Atlanta Icelandic. W 2005 roku Grupa Avion przejęła Eimskip, wiodącą islandzką firmę zajmującą się transportem morskim oraz Travel City Direct – brytyjską firmę wakacyjną. W 2006 roku Grupa Avion ogłosiła zakup całego wyemitowanego kapitału akcyjnego francuskiej linii czarterowej Star Airlines, drugiej co do wielkości linii czarterowej na rynku francuskim. Linie Star Airlines obsługiwały loty czarterowe głównie do portów lotniczych w Afryce i na Bliskim Wschodzie oraz regularne loty do Libanu i Meksyku.W 2021 roku Air Atlanta Icelandic ponownie otworzyła swoją spółkę zależną Air Atlanta Europe, aby obsługiwać flotę samolotów pasażerskich Boeing 777. W 2025 roku Air Atlanta Icelandic dodaje pierwszego Boeinga 777-200ER.

## Flota
Air Atlanta Icelandic obsługuje samoloty Boeing 747-400 i Boeing 777.
| Nazwa samolotu   | Liczba egzemplarzy | Liczba miejsc na pokładzie | Przeznaczenie    |
| ---------------- | ------------------ | -------------------------- | ---------------- |
| Boeing 747-400F  | 8                  |                            | Fracht lotniczy  |
| Boeing 777-200ER | 1                  |                            | Loty pasażerskie |
| Suma             | 09                 |                            |                  |